# Alexis d'Ugine
Pour les articles homonymes, voir Saint Alexis.

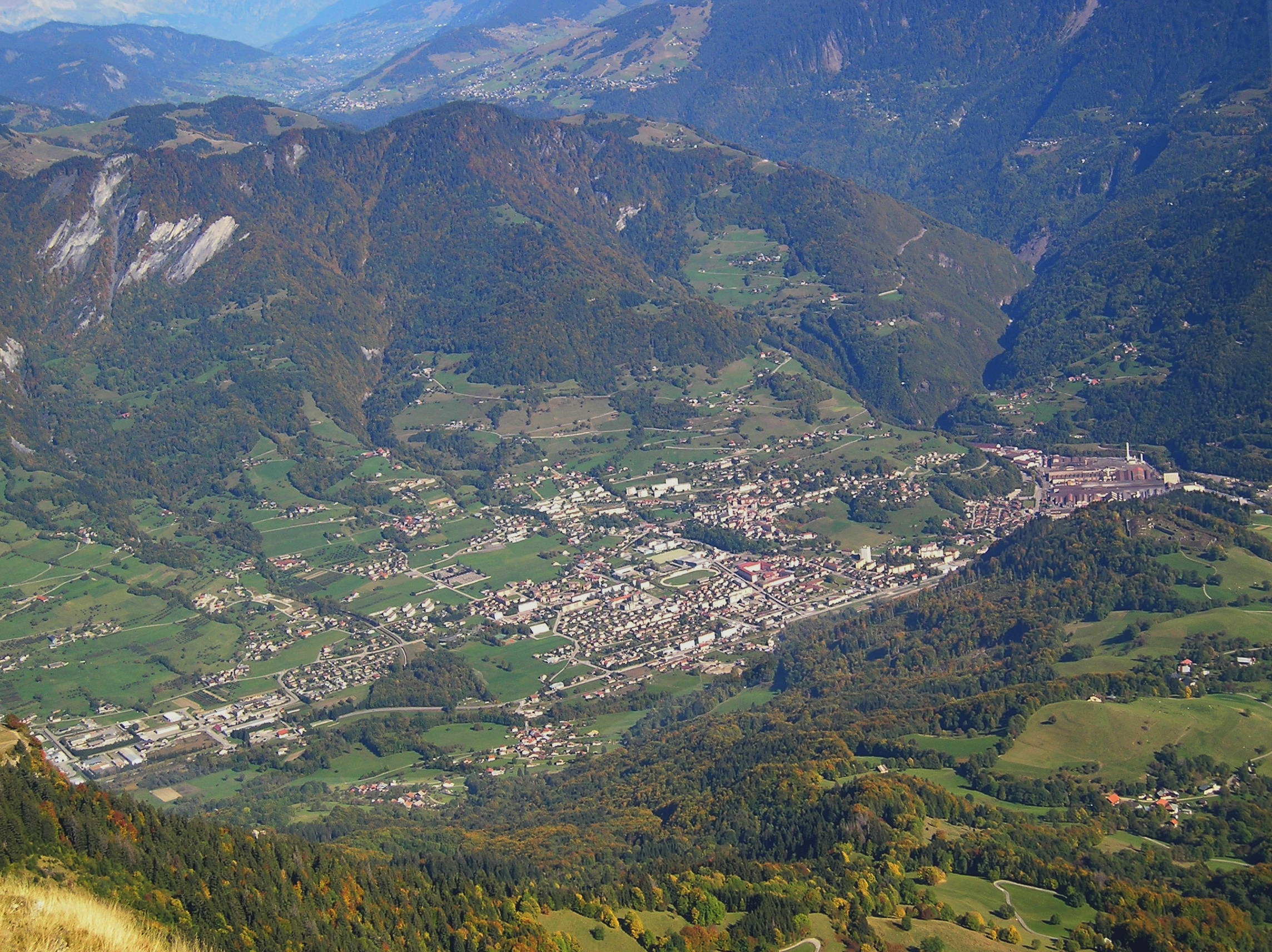
Ugine

Saint Alexis d'Ugine, né Alekseï Ivanovitch Medvedkov, (russe : Алексей Иванович Медведков ) le 1er juillet 1867 dans le village de Fomitschevo, Ouïezd de Viazma, Gouvernement de Smolensk (Russie), et mort le 22 août 1934 à Ugine (France), est un saint prêtre orthodoxe fêté le 22 août (dormition), le 13 octobre (translation des reliques) et le 20 juillet (synaxe des nouveaux saints russes de France).

## Biographie

### Naissance et jeunesse
Son père, Jean, prêtre de campagne est mort peu après sa naissance, laissant la famille dans la misère. Alexis étudie d'abord à l'école ecclésiastique avant d'être admis au séminaire théologique de Saint-Pétersbourg dont il est diplômé en 1889.
À la sortie du séminaire, il est ordonné lecteur et occupe cette charge pendant cinq ans dans l'église Sainte-Catherine de l'île Vassilievski. À la même époque, il se marie. 
Il hésite néanmoins à devenir prêtre, par modestie, bien que beaucoup de gens l'y encouragent. Il va alors demander conseil au Père Jean à Cronstadt. Ce prêtre, aujourd'hui canonisé, jouissait déjà à l'époque d'une renommée de sainteté qui s'étendait sur toute la Russie.  Celui-ci l'encourage à choisir la voie du sacerdoce et Alexis s'y résout.

### Prêtre à Vrouda
La veille de Noel 1895, il est ordonné diacre, puis prêtre deux jours plus tard. 
En janvier 1896, il se voit confier la paroisse de la Dormition de la Mère de Dieu dans la localité de Vrouda. Il en resta le prêtre durant 23 ans,.
La paroisse de Vrouda est alors une paroisse pauvre et rurale à laquelle sont rattachés 13 bourgs des environs. 
En raison du dénuement de sa paroisse, il doit parallèlement à ses obligations religieuses travailler dans les champs et effectuer les mêmes travaux agricoles que ses fidèles paroissiens, paysans pour la plupart.
Il met un point d'honneur à instruire ses paroissiens, lisant parfois des nuits entières les Pères de l'Église pour écrire ses sermons.
Il rend souvent visite à l'orphelinat et grâce à ses efforts, deux nouvelles écoles sont ouvertes dans le village, ce qui lui fait acquérir une grande estime dans sa paroisse et chez les autres prêtres de la région. 

### Révolution et exil en Estonie
Mais l'éclatement de la révolution en 1917 vient changer profondément son existence. L'Église est désormais persécutée par les Bolcheviks qui veulent notamment éliminer les ecclésiastiques. Le Père Alexis est arrêté par la Tcheka. Il est alors jeté en prison et torturé,. Ses bourreaux lui cassent les bras et jambes et il est si violemment battu que son nerf facial est en partie déchiré. Il garda toute sa vie les séquelles de ces tortures sur son visage, et n'échappera à la mort que grâce à l'intervention de sa fille qui se constitua otage pour lui. Il est alors libéré.
À cause des troubles qui secouent la Russie les années suivantes, le Père Alexis et sa famille s'exilent en Estonie, qui vient d'obtenir l'indépendance. Ils s'installent à Kohtla-Jarvé, qui est alors une région industrielle attirant de nombreux immigrés à cause de ses mines de schiste. Les conditions de travail y sont si pénibles que les Estoniens n'y travaillent pas et préfèrent y employer des immigrés russes, main d'œuvre abondante en nombre et peu coûteuse. Le Père Alexis est contraint de travailler dans ces mines comme ouvrier pour nourrir sa famille mais sa santé, déjà mauvaise à cause de sa détention, se détériore rapidement.
En 1923, il est nommé prêtre de la paroisse de Levvé. En 1926, son épouse tombe malade et finit par décéder en 1929. 
Peu aimé du clergé local dont il subit les vexations, il se tourne alors vers l'Europe occidentale et demande au Métropolite Euloge, de l'Archevêché des églises orthodoxes russes en Europe occidentale, de l'accueillir dans son évêché. Celui-ci accepte et en décembre 1930, le Père Alexis est nommé recteur de la paroisse russe d'Ugine créée récemment.

### Prêtre à Ugine et fin de vie

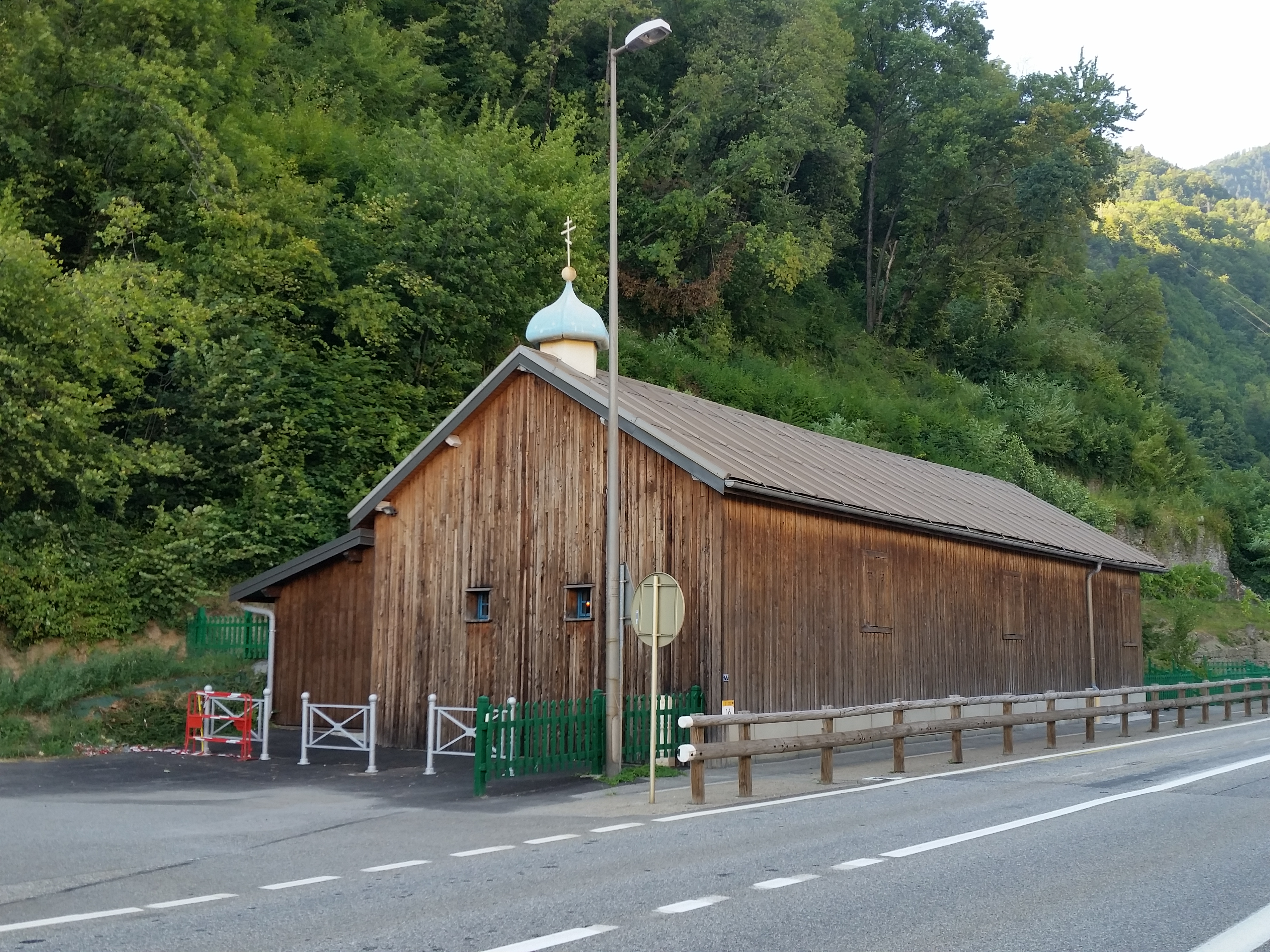
L'église orthodoxe d'Ugine en 2018. Construite par les immigrés russes, elle est en face des usines Ugitech.

Ugine est alors un centre métallurgique important dont l'usine emploie plusieurs centaines d'immigrés russes. Cependant, ses paroissiens sont très divisés entre eux en raison d'opinions politiques et ecclésiales différentes. D'un caractère doux et effacé, le Père Alexis est bien disposé à l'égard de tous ses paroissiens et cherche à faire régner la paix. Il passe son temps dans l'église où il prie en permanence. Il reverse aussi en secret une partie de l'argent qu'il reçoit à des personnes pauvres.
Mais une petite partie de ses paroissiens ne l'aime pas et il est l'objet de sarcasmes. Il est même calomnié devant le métropolite. Cependant, une majorité des paroissiens, scandalisée, se mobilise en faveur de son prêtre et la minorité qui lui est hostile est désavouée.
Épuisé par toutes ces épreuves, le Père Alexis tombe très malade et il est contraint de s'aliter définitivement. Son état empire et en juillet 1934 il est hospitalisé à Annecy où les médecins diagnostiquent un cancer de l'estomac. Il demande alors que ceux qui l'ont calomnié viennent à son chevet pour lui demander pardon et il bénit ses paroissiens. La veille de sa mort, il communie et reçoit l'onction des malades. Ce jour-là, les malades des chambres voisines l'entendent chanter des chants religieux.
Il décède le 22 août 1934 tôt le matin. C'est seulement après son décès qu'on découvrit qu'il souffrait d'un cancer généralisé. Il est enterré à Ugine en présence de plusieurs centaines de personnes. Même des gens qui l'avaient critiqué par le passé viennent lui rendre hommage.

### Exhumation des reliques et canonisation
En 1953, la municipalité d'Ugine décide de construire des immeubles à l'emplacement du cimetière et propose aux familles de faire transférer les dépouilles de leurs proches dans le nouveau cimetière, dans un délai de 5 ans. Le prêtre de la paroisse russe décide alors de faire transférer le corps du Père Alexis.
Le 22 août 1956, exactement 22 ans après sa mort, les fossoyeurs se mettent à creuser sa tombe. Parvenus à une profondeur d'1,20 m, ils sont empêchés de poursuivre leur travail avec leurs outils par une force inconnue et continuent alors à creuser à la main,.
À leur immense stupéfaction, ils retrouvent la dépouille du Père Alexis incorrompue, alors même que son cercueil était décomposé. Son corps est même souple. Un médecin est appelé et affirme son incompréhension, déclarant que « jamais, un homme mort d’un cancer généralisé n’a échappé à la décomposition. C’est un vrai miracle ! » une foule de curieux se rend alors au cimetière pour constater le phénomène de visu.
Le corps ne peut être enterré dans le nouveau cimetière que trois jours plus tard, au cours desquels il ne subit aucun dommage bien qu'on l'ait laissé à l'air libre,.
Le 30 septembre 1957, le cercueil fut rouvert et le corps transféré dans la crypte de l'église du cimetière russe de Sainte-Geneviève des Bois.
Saint Alexis est canonisé le 16 janvier 2004 par le Saint-Synode du Patriarcat de Constantinople et sa canonisation est solennellement proclamée à Paris le 2 mai 2004 par l'archevêque Gabriel de Comanes en la cathédrale russe Saint-Alexandre de la Néva. Le 13 octobre 2004, ses saintes reliques sont transportées de Sainte-Geneviève-des-Bois à Bussy-en-Othe et déposées dans l'église de la Transfiguration, récemment construite pour servir d'église principale au monastère de moniales dédié à Notre-Dame de Toute-Protection.